# Soft Machine Legacy
Soft Machine Legacy es el nombre actual de un proyecto del bajista Hugh Hopper y el saxofonista Elton Dean, exintegrantes de Soft Machine, una de las bandas más influyentes en el rock progresivo y jazz fusion a principios de la década de los 70.

## Historia
En 1978, cuando todavía existía Soft Machine (liderada por Karl Jenkins y sin ningún miembro original) Hugh Hopper y Elton Dean formaban Soft Head con el tecladista Alan Gowen (Gilgamesh y National Health) y el desconocido baterista Dave Sheen.
A fines del mismo año se cambian el nombre a Soft Heap con los mismos músicos excepto Sheen, ahora reemplazado por Pip Pyle (Hatfield and the North y National Health). Grabaron un álbum homónimo, editado en 1979. Gowen murió en 1981, mientras Hopper se había retirado de la música temporalmente.
La versión 1982-83 de Soft Heap, consistía en Dean, Pyle, John Greaves (de Henry Cow) en bajo y Mark Hewins (colaborador en la escena de Canterbury) en guitarra. En esta época grabaron A Veritable Centaur, que saldría años después. La banda siguió presentándose esporádicamente (nuevamente con Hopper) el resto de la década.
Hopper y Dean siguieron colaborando uno en los álbumes solistas del otro, con bandas de Canterbury y músicos europeos de jazz (en el caso de Dean). El próximo proyecto relacionado con Soft Machine se dio en 1998 bajo el nombre SoftWare. En 2002 fueron invitados por el grupo francés Poysons (llamado "Polysoft" para la ocasión) para un tributo en vivo a Soft Machine.
Entre 2002 y 2004 grabaron con distintos nombres y músicos hasta llegar a Soft Machine Legacy, que lleva 3 álbumes de estudio, 3 en vivo y un DVD. Dean murió en febrero de 2006, y Hopper en junio de 2009.

## Discografía
| Año                 | Álbum                                 |           |           |           |           |           |           |           |           |           |
| Soft Head           | Soft Head                             | Soft Head | Soft Head | Soft Head | Soft Head | Soft Head | Soft Head | Soft Head | Soft Head | Soft Head |
| ------------------- | ------------------------------------- | --------- | --------- | --------- | --------- | --------- | --------- | --------- | --------- | --------- |
| 1978                | Rogue Element                         |           |           |           |           |           |           |           |           |           |
| Soft Heap           |                                       |           |           |           |           |           |           |           |           |           |
| 1979                | Soft Heap                             |           |           |           |           |           |           |           |           |           |
| 1979                | Al Dente                              |           |           |           |           |           |           |           |           |           |
| 1982-83             | A Veritable Centaur (lanzado en 1995) |           |           |           |           |           |           |           |           |           |
| Soft Works          |                                       |           |           |           |           |           |           |           |           |           |
| 2002                | Abracadabra                           |           |           |           |           |           |           |           |           |           |
| Soft Mountain       |                                       |           |           |           |           |           |           |           |           |           |
| 2003                | Soft Mountain                         |           |           |           |           |           |           |           |           |           |
| Soft Bounds         |                                       |           |           |           |           |           |           |           |           |           |
| 2004                | Live at Le Triton                     |           |           |           |           |           |           |           |           |           |
| Soft Machine Legacy |                                       |           |           |           |           |           |           |           |           |           |
| 2005                | Live In Zaandam                       |           |           |           |           |           |           |           |           |           |
| 2005                | Soft Machine Legacy                   |           |           |           |           |           |           |           |           |           |
| 2005                | Live At New Morning (CD + DVD)        |           |           |           |           |           |           |           |           |           |
| 2006                | Steam                                 |           |           |           |           |           |           |           |           |           |
| 2009                | Live Adventures                       |           |           |           |           |           |           |           |           |           |
| 2012                | Burden of Proof                       |           |           |           |           |           |           |           |           |           |

## Miembros
| Músico                   | Instrumento               | Período             | Información                                                                            |
| ------------------------ | ------------------------- | ------------------- | -------------------------------------------------------------------------------------- |
| Hugh Hopper (1945-2009)  | Bajo                      | 1978-2009           | En Soft Machine entre 1968 y 1973                                                      |
| Elton Dean (1945-2006)   | Saxofón, teclados         | 1978-2006           | En Soft Machine entre 1969 y 1972                                                      |
| Alan Gowen (1947-1981)   | Teclados                  | 1978-1981           | En Soft Head y Soft Heap                                                               |
| Dave Sheen               | Batería                   | 1978                | En Soft Head                                                                           |
| Pip Pyle (1950-2006)     | Batería                   | 1978-1983           | En Soft Heap                                                                           |
| John Greaves (1950-)     | Bajo                      | 1982-1983           | En Soft Heap                                                                           |
| Mark Hewins (1955-)      | Guitarra                  | 1982-1983           | En Soft Heap                                                                           |
| Allan Holdsworth (1946-) | Guitarra                  | 2002                | En Soft Works. En Soft Machine en 1974-75                                              |
| John Marshall (1941-)    | Batería                   | 2002; 2005-presente | En Soft Works y Soft Machine Legacy. En Soft Machine en 1972-84                        |
| Hoppy Kamiyama (1960-)   | Teclados                  | 2003                | En Soft Mountain                                                                       |
| Tatsuya Yoshida (1961-)  | Batería                   | 2003                | En Soft Mountain                                                                       |
| Sophia Domancich (1957-) | Teclados                  | 2004                | En Soft Bounds                                                                         |
| Simon Goubert (1960-)    | Batería                   | 2004                | En Soft Bounds                                                                         |
| John Etheridge (1948-)   | Guitarra                  | 2004-presente       | En Soft Machine Legacy. En Soft Machine en 1975-77, como reemplazo de Allan Holdsworth |
| Theo Travis (1964-)      | Saxofón, flauta, teclados | 2006-presente       | Ex-Gong. Reemplazo de Elton Dean                                                       |
| Roy Babbington (1940-)   | Bajo                      | 2009-presente       | Ya había reemplazado a Hopper en Soft Machine, entre 1973 y 1976                       |